# Mossehaus

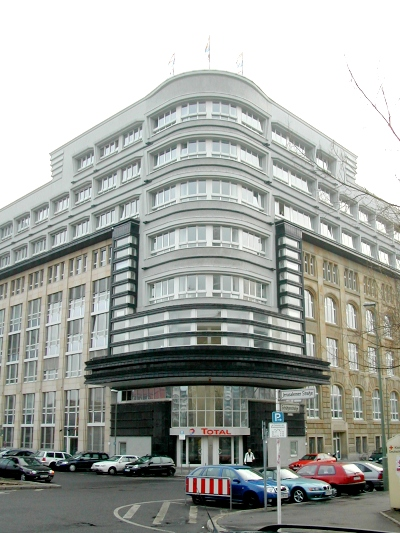
Mossehaus, à l'angle de la Jerusalemer Straße et de la Schützenstraße.

La Mossehaus est un immeuble de bureaux aux 18-25 de Schützenstraße à Berlin, qui fut rénové — notamment son angle — par Erich Mendelsohn en 1921-23.
Dans le bâtiment « Mosse » originel se trouvaient les bureaux et l'imprimerie du journal progressiste  Berliner Tageblatt détenu par Rudolf Mosse. Le bâtiment de 1901 dessiné par Cremer & Wolffenstein avec ses façades en grès fut gravement endommagé par la révolte des Spartakistes en 1919 — pris par les insurgés, il fut assiégé par les forces gouvernementales.
En 1921, fort du succès remporté par sa tour Einstein, Mendelsohn fut commandité pour ajouter des étages et une nouvelle entrée au bâtiment. La nouvelle façade fit un usage immodéré de l'aluminium et d'une typographie moderne, et les nouveaux étages supérieurs furent exécutés en béton armé. La nature expérimentale de la structure fut à l'origine d'un accident mortel durant les travaux en 1923 quand une dalle des étages en construction tomba dans les bureaux du journal toujours en activité, et tua quatorze personnes.
L'utilisation des bandeaux et les éléments sculptés autour des baies vitrées lui donnèrent une forme dynamique et futuriste, accentuée par le contraste avec le style de Wihelmien en dessous. Ce fut peut-être le premier exemple de bâtiment profilé donnant une impression d'aérodynamisme, d'où la grande influence qu'il eut sur le style « paquebot ». Son impact sur l'architecture américaine est peut-être moins surprenant quand on sait que le partenaire et architecte d'intérieur de Mendelsohn pour la Mossehaus était Richard Neutra.
L'immeuble était situé non loin du mur de Berlin, c'est pourquoi il se délabra inexorablement après guerre. Quoique la Mossehaus fut à l'époque le plus haut bâtiment berlinois non religieux, il est aujourd'hui écrasé par à la fois les hauts bâtiments du Fischerinsel de l'ancienne partie est et les immeubles d'Axel Springer de l'ancienne partie ouest. Le bâtiment fut restauré durant les années 1990.